# Raúl Berzosa
Cecilio Raúl Berzosa Martínez (ur. 22 listopada 1957 w Aranda de Duero) – hiszpański duchowny rzymskokatolicki, w latach 2011-2019 biskup Ciudad Rodrigo.

## Życiorys

### Prezbiterat
Święcenia kapłańskie otrzymał 8 listopada 1982 i został inkardynowany do archidiecezji Burgos. Przez kilka lat pracował jako wikariusz parafialny. Po kilkuletnich studiach w Rzymie został wykładowcą instytutu teologicznego w Burgos, jednocześnie pełniąc funkcje m.in. delegata biskupiego ds. mediów (1985-1993) oraz prowikariusza generalnego (1993-2004).

### Episkopat
22 marca 2005 papież Jan Paweł II mianował go biskupem pomocniczym archidiecezji Oviedo, ze stolicą tytularną Arcavica. Sakry biskupiej udzielił mu 14 maja 2005 ówczesny arcybiskup Oviedo - Carlos Osoro.
2 lutego 2011 został mianowany biskupem ordynariuszem diecezji Ciudad Rodrigo. 9 kwietnia 2011 kanonicznie objął urząd.
16 stycznia 2019 papież Franciszek przyjął jego rezygnację z funkcji ordynariusza.